# Alen Hodzovic
Alen Hodzovic (* 30. Mai 1977 in Wuppertal) ist ein deutscher Schauspieler, Sänger und Musicaldarsteller.

## Leben

### Ausbildung und beruflicher Werdegang
Alen Hodzovic begann seine künstlerische Laufbahn am Kulturforum „Alte Post“ Neuss und im Ensemble des Theater in Cronenberg Wuppertal. Daraufhin absolvierte er seine Ausbildung an der Bayerischen Theaterakademie August Everding im Prinzregententheater München und an der Royal Academy of Music in London. Für sein Studium erhielt er mehrere Auszeichnungen und Stipendien. Seitdem führten ihn Engagements in den gesamten deutschsprachigen Raum. Neben reinen Schauspielrollen und Operettenpartien machte er sich auch durch zahlreiche Musical-Hauptrollen einen Namen. In der deutschsprachigen Erstaufführung von Harry Potter und das verwunschene Kind in Hamburg spielte er von 2021 bis 2024 die Rolle des Draco Malfoy.

### Privates
Alen Hodzovic war mit dem Schweizer Regisseur Stefan Huber verheiratet, der 2023 an den Folgen einer ALS-Erkrankung verstarb.

## Rollen (Auswahl)

### Schauspiel
- 2008: Ferdinand in Kabale und Liebe von Friedrich Schiller, Altmühlsee-Festspiele, Regie: Christian Hauser
- 2012: Ken in Rot von John Logan, Theater Baden-Baden, 2013 im Theater in der Effingerstrasse, Bern (Schweizer Erstaufführung), Regie: Stefan Huber
- 2021: Garcin in Geschlossene Gesellschaft von Jean-Paul Sartre, Schlossfestspiele Ettlingen, Regie: Solvejg Bauer
- 2021–2024: Draco Malfoy in Harry Potter und das verwunschene Kind, Mehr! Theater am Großmarkt Hamburg, Regie: John Tiffany

### Operette
- 2001: Orpheus in Orpheus in der Unterwelt von Jacques Offenbach, Hof der Alten Münze München, Regie: Jörg Hube
- 2010: 1. Fremder in Der Vetter aus Dingsda  von Eduard Künneke, Theater Bremen, Regie: Frank Hilbrich
- 2018: Alfred in Die Rache der Fledermaus nach Johann Strauss, Casinotheater Winterthur, Regie: Stefan Huber
- 2023: Gastspiel von Die Rache der Fledermaus, Komische Oper Berlin, Regie: Stefan Huber

### Musical
- 2000: Ensemble in Ladies in the Light – eine Kurt-Weill-Revue, Prinzregententheater München, Regie: Helmut Baumann
- 2000: Colloredo und Leopold (alternierend) in  Mozart!, Theater an der Wien, Regie: Harry Kupfer
- 2001: Anthony in Sweeney Todd, Staatstheater Mainz, Regie: Stefan Huber
- 2002: Molina in  Kuss der Spinnenfrau, deutsche Erstaufführung Landestheater Coburg, Regie: Detlef Altenbeck
- 2003: Raoul in  Das Phantom der Oper, Palladium Theater Stuttgart, Regie: Harold Prince
- 2004: Tony in West Side Story, Staatstheater Kassel, Regie: Wolfram Mehring
- 2005: Bernhard Spyri in Heidi – Das Musical, Uraufführung von Stephen Keeling und Shaun McKenna, Walensee-Bühne, Regie: Stefan Huber
- 2005: Jack Seward in  Dracula von Frank Wildhorn, europäische Erstaufführung Theater St. Gallen, Regie: Matthias Davids
- 2006: Henrik in  Das Lächeln einer Sommernacht, Stadttheater Fürth, Regie: Jean Renshaw
- 2006: Marius in  Les Misérables, Freilichtspiele Tecklenburg, Regie: Helga Wolf
- 2008: Jamie in  Die letzten 5 Jahre, Stadttheater Fürth, Regie: Jean Renshaw
- 2009: Cliff in  Cabaret, Burgfestspiele Bad Vilbel, Regie: Egon Baumgarten
- 2009: Bäcker in Into the Woods, Theater Hagen, Regie: Gil Mehmert
- 2010: Oscar in Sweet Charity, Staatstheater Nürnberg, Regie: Stefan Huber
- 2011: Tony in West Side Story, Volkstheater Rostock, Regie: Babette Bartz
- 2013: Cliff in  Cabaret, Musiktheater im Revier Gelsenkirchen, Regie: Sandra Wissmann
- 2014: Marius in  Les Misérables, Landestheater Linz, Regie: Matthias Davids
- 2014: Käpt’n Andy Show Boat, Landestheater Linz, Regie: Matthias Davids
- 2015: Harry in Company, Landestheater Linz, Regie: Matthias Davids
- 2015: Captain Walker in The Who's Tommy, Landestheater Linz, Regie: Gil Mehmert
- 2015: Mac Allan in Der Tunnel nach Bernhard Kellermann, Uraufführung von Thilo Wolf und Ewald Arenz, Stadttheater Fürth, Regie: Jean Renshaw
- 2015: Roscoe Dexter in Singin' in the Rain, Landestheater Linz, Regie: Melissa King
- 2016: Baron Felix von Gaigern in Grand Hotel (österreichische Erstaufführung),  Landestheater Linz, Regie: Andy Hallwaxx
- 2016: Aschenputtels Prinz / Wolf in Into the Woods, Landestheater Linz, Regie: Matthias Davids
- 2016: Phileas Fogg in In 80 Tagen um die Welt, Uraufführung von Gisle Kverndokk und Øystein Wiik, Landestheater Linz, Regie: Matthias Davids
- 2016: Jerry Lukowsky in The Full Monty von David Yazbek, Landestheater Linz, Regie: Alexandra Frankmann
- 2016: Diverse Rollen in Preludes von Dave Malloy, deutschsprachige Erstaufführung Landestheater Linz, Regie: Johannes von Matuschka
- 2017: Thomas Andrews in Titanic, Bad Hersfelder Festspiele, Regie: Stefan Huber
- 2018: Samson Schönhaus in Stella – Das blonde Gespenst vom Kurfürstendamm, Neuköllner Oper Berlin, Regie: Martin G. Berger
- 2018: Sebastian Schwarz in Aus Tradition anders – das Lilienmusical, Uraufführung Staatstheater Darmstadt, Regie: Martin G. Berger
- 2019: Jurij Schiwago in Doktor Schiwago, Theater am Hagen Straubing, Regie: Andreas Wiedermann
- 2019: Nick Arnstein in Funny Girl, Bad Hersfelder Festspiele, Regie: Stefan Huber
- 2019: Carl Hanratty in Catch Me If You Can, Staatstheater Darmstadt, Regie: Gil Mehmert
- 2022: Albin/Zaza in La Cage aux Folles, Theater Baden-Baden, Regie: Brian Bell
- 2024: The Baker in Into the Woods, Theater Basel, Regie: Martin G. Berger
- 2025: Hermann Thimig u. a. in Briefe von Ruth, Theater an der Wien/Kammeroper, Regie: Philipp Moschitz

## Konzerte (Auswahl)
- 1999: Preisträgerkonzert Bundeswettbewerb Gesang, Theater des Westens, Berlin
- 2007: Concert for Diana, im Background-Chor von Elton John, Wembley-Stadion, London
- 2008: In Memoriam Leonard Bernstein mit dem WDR Rundfunkorchester, Kölner Philharmonie, Köln
- 2011/2012: It Takes Two, Kurt-Weill-Fest Dessau (2011), Brechtfestival, Augsburg
- 2018: Back in Town, Prinzregententheater, München

## Diskographie
- 2001: Company – Musik: Stephen Sondheim, Cast-Aufnahme (München)
- 2015: The Who’s Tommy – Cast-Aufnahme (Linz)

## Auszeichnungen und Stipendien
- Stipendien: Günther-Neumann-Stiftung, Deutscher Bühnenverein, DAAD
- 1999: 1. Preis beim Bundeswettbewerb Gesang Berlin, Kategorie B: Musical, Chanson, Song
- 2007: H. L. Hammond Prize for Verse Speaking, Royal Academy of Music, Juror: John Caird
- 2009: 1. Preis beim Lotte Lenya Gesangswettbewerb der Kurt Weill Foundation New York
- 2017: Nominierung für den Deutschen Musical Theaterpreis als „Bester Darsteller in einer Hauptrolle“ für In 80 Tagen um die Welt, Landestheater Linz
- 2024: BroadwayWorld Germany Award „Best Performer in a Play“ für Harry Potter und das verwunschene Kind[6]